# Адольф Циборовський

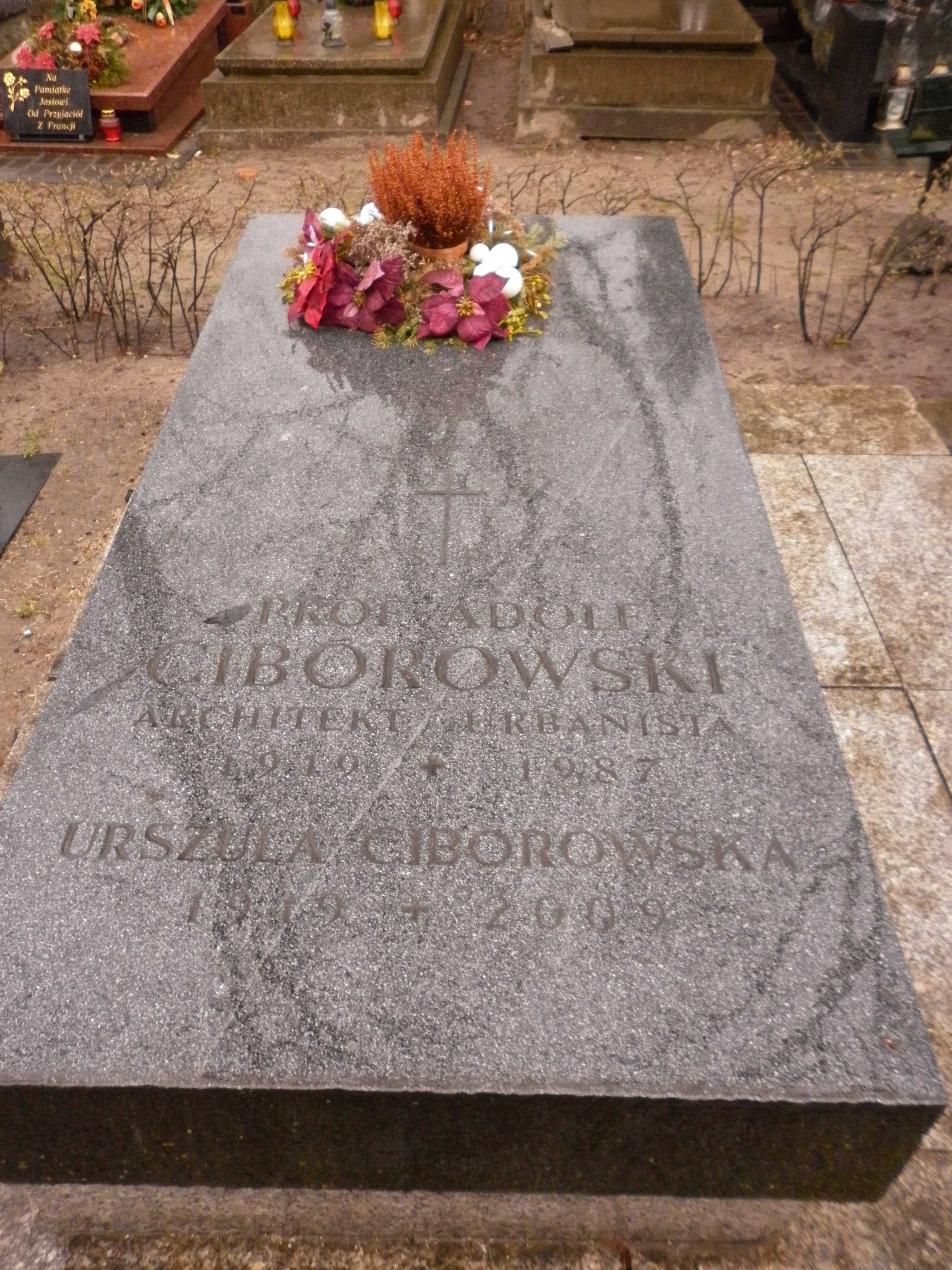
Надгробок Адольфа Циборовського та його дружини

Адольф Циборовський, пол. Adolf Ciborowski (нар. 25 травня 1919 р. у Варшаві, пом. 26 січня 1987 у Варшаві) — польський архітектор і урбаніст.
1946 року закінчив Варшавську політехніку.
У 1945–1946 роках працював у Бюро відбудови столиці (пол. Biuro Odbudowy Stolicy).
У 1947–1948 роках був керівником Бюро міського планування у Щеціні.
З 1949 до 1953 років працював у Відділі урбаністики у Варшаві (пол. Dział Urbanistyki Zakładu Osiedli Robotniczych), 1954–1956 роках був головним урбаністом в Комітеті урбаністики і архітектури (пол. Komitet ds. Urbanistyki i Architektury), а від 1956 розпочав свою роботу на посаді головного архітектора Варшави. Працював над відбудовою післявоєнного міста.
У 1964–1967 роках був директором програми ООН реконструкції Скоп'є, яке було зруйновано землетрусом 1963 року.
У 1967–1973 роках радник ООН.
У 1974–1977 роках на посаді директор Instytut Kształtowania Środowiska у Варшаві.
Від 1975 року професор Варшавської політехніки, а від 1978 — директору Інституту урбаністики і просторового планування Варшавської політехніки.
1985 року був обраний послом до Сейму ПНР ІХ каденції, член Державної ради.
Був одружений з Уршулою Циборовською (1919–2009).  В подружжя народився син Мацей.